# 英國哲學

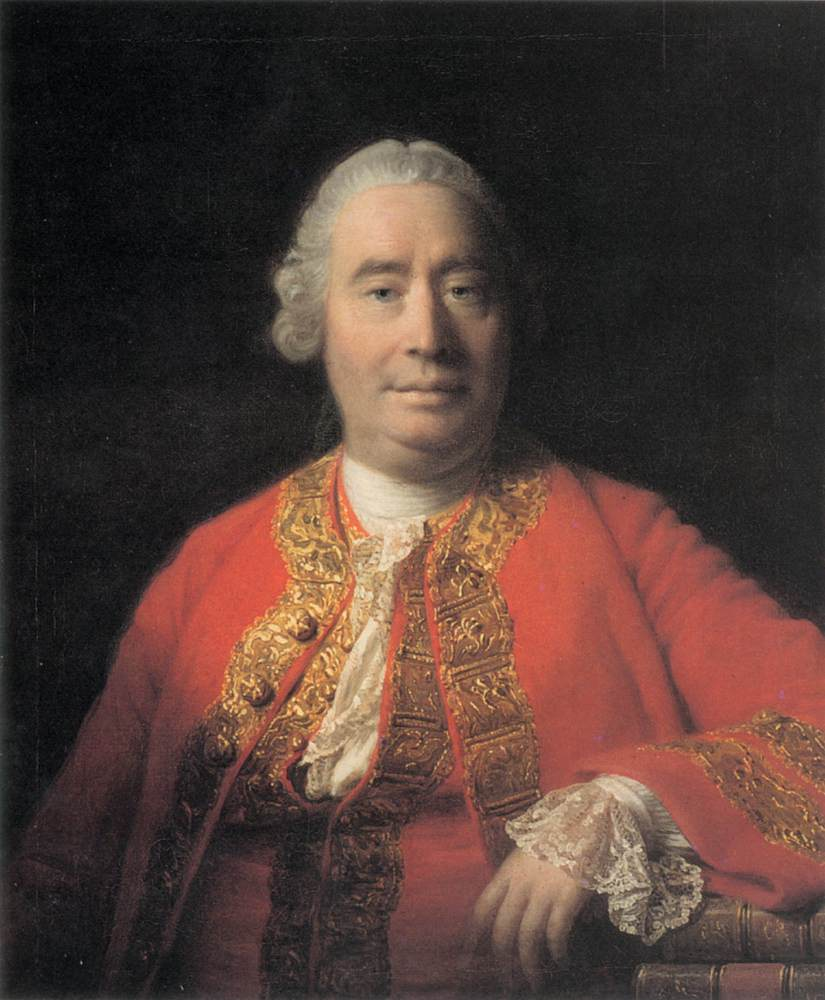
休謨是一位十八世紀之英國哲學家

英國哲學（英語：British philosophy），是一種哲學傳統，由英國人發展。英國哲學之特徵包括常識、不喜歡複雜、強烈傾向於具體而非抽象。

## 十七世紀

### 霍布斯
霍布斯是一位英國哲學家，他的政治哲學理論在現今仍然是非常著名。他在1651年完成著作《利維坦》，從社會契約論的角度為大多數西方政治哲學奠定了基礎。

### 洛克

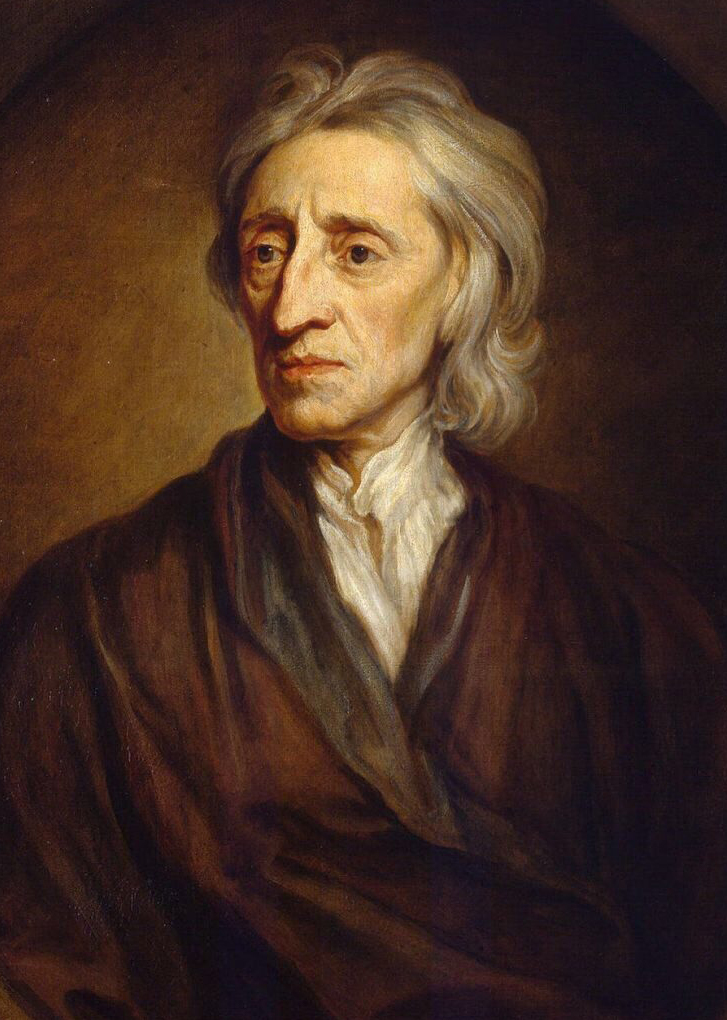
約翰·洛克

約翰·洛克著有《人類理解論》和《政府論》。於《人類理解論》中，他指出人類的知識全部都是來自經驗，並且否定有先天知識。《政府論》中，他指出政府必須得到民眾同意，才可以管治民眾。

## 十八世紀

### 休謨
休謨是蘇格蘭哲學家，經濟學家和歷史學家。他的主要著作《人性論》（1739-1740）、《人類理解研究》（1748）、《道德原則研究》（1751）、以及《自然宗教對話》（1779）仍然具有廣泛影響力。休謨的道德哲學觀點，影響規範倫理學與後設倫理學深遠。休謨啟發到邊沁，以快樂與痛苦判斷道德價值，而創立效益主義。休謨亦啟迪到艾耶，以經驗研究道德，而建立情緒主義。此外，休謨的觀點關於自由意志和決定論，因果關係，個人身份，歸納和道德，現在仍然激發了討論。

### 亞當·斯密
亞當·斯密是蘇格蘭的道德哲學家，也是政治經濟學的先驅。史密著有《道德情操論》和《國富論》。《國富論》是他的巨著和第一本現代經濟學著作。史密斯被廣泛稱為現代經濟學創立者。
史密在格拉斯哥大學和牛津大學學習道德哲學。畢業後，他在愛丁堡進行了一系列成功的公開講座，使他在蘇格蘭啟蒙運動期間與休謨合作。史密在格拉斯哥獲得了教授道德哲學的教授職位，並在此期間撰寫並出版了《道德情操論》。

## 十九世紀

### 邊沁
傑里米·邊沁因在英國開始效益主義而聞名。 效益主義是一種結果主義的規范倫理理論，認為當一種行為在道德上是正確的，只有當這種行為最大化幸福或快樂時。效益主義是享樂主義，快樂是唯一的內在善，痛苦是唯一的內在邪惡。

### 約翰·史都華·彌爾

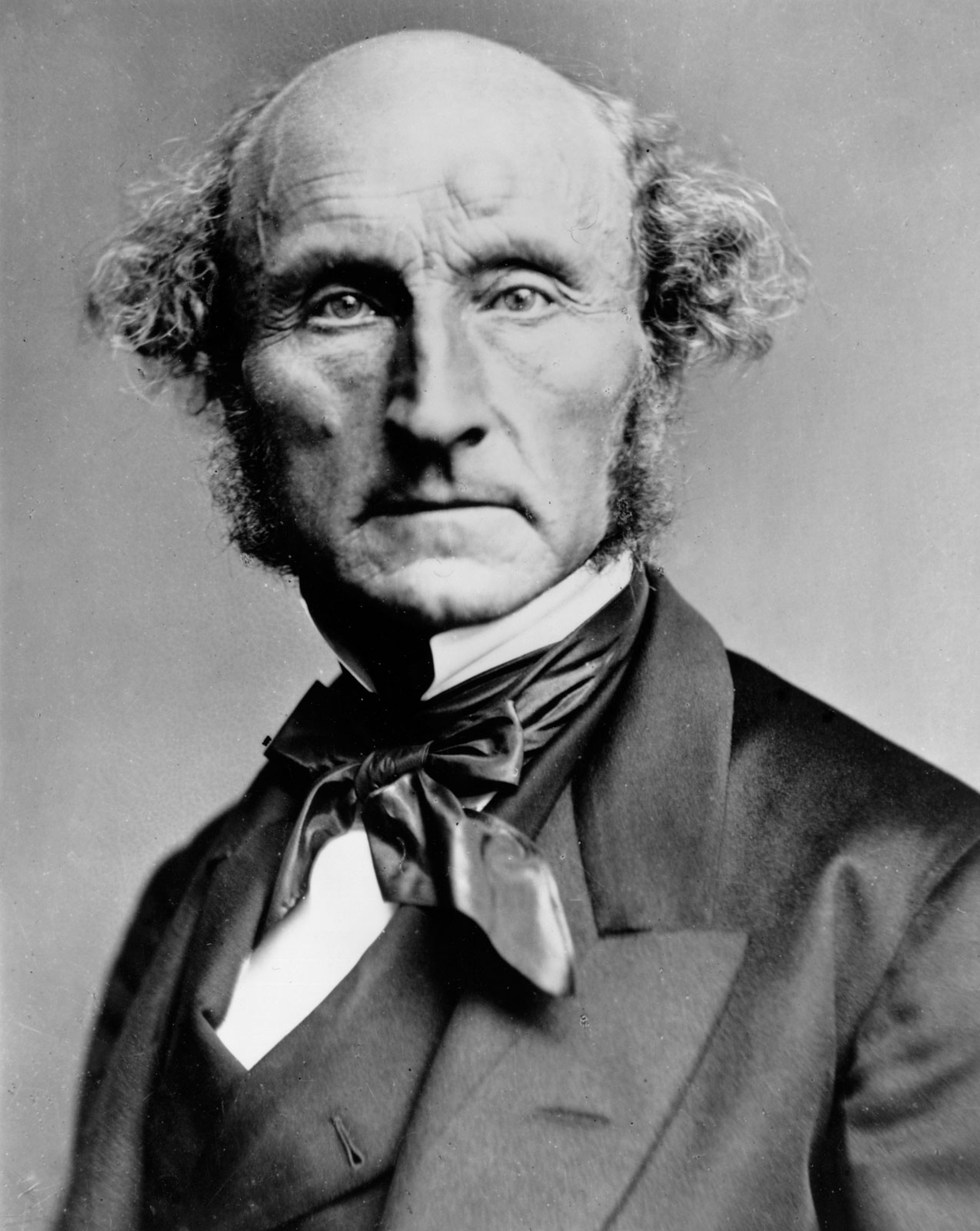
約翰·史都華·彌爾

約翰·斯圖亞特·彌爾是道德哲學家、政治哲學家、邏輯學家與經濟學家。他於《論自由》，反對無限制國家控制個人自由。彌爾還延續了效益主義。彌爾的著作《效益主義》是為效益主義辯護。

## 二十世紀

### 分析哲學
分析哲學基於傳統的英國經驗主義而建立。自二十世紀初以來，分析哲學一直主導英國哲學和其他英語國家哲學。

### G.E.穆爾
G.E.穆爾於其《倫理學原理》以分析哲學方式研究道德本質，並且因而開創後設倫理學。

### A.J.艾耶

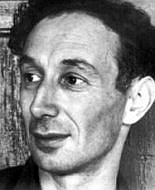
A.J.艾耶

A.J.艾耶於《語言、真理與邏輯》主張邏輯實證主義，指出形上學是不可以證實，並且提出情緒主義之觀點，認為道德價值不可以用經驗檢證，而道德句子表達出情緒，但並無認知意義，非真亦非假。